# Za kude putuvate
Za kude putuvate é um filme de drama búlgaro de 1986 dirigido e escrito por Rangel Vulchanov. Foi selecionado como representante da Bulgária à edição do Oscar 1988, organizada pela Academia de Artes e Ciências Cinematográficas.

## Elenco
- Stoyan Aleksiev - Dotzent Radev
- Georgi Kaloyanchev - Bay Denyo
- Katerina Evro - Katerina
- Iossif Surchadzhiev - Strezov
- Yordan Spirov
- Katerina Angelova
- Dimo Kolarov
- Stefan Ilyev
- Vasil Dimitrov